# Hospital de San Lucas y San Nicolás
El Hospital de San Lucas y San Nicolás fue fundado en 1513 por el cardenal Cisneros para la atención sanitaria de los estudiantes pobres de la Universidad de Alcalá.

## Historia

### Hospital de estudiantes (1513-1835)
El cardenal Cisneros concibió, en 1513, la fundación de un colegio-hospital para estudiantes pobres y enfermeros, denominado "Colegio de San Lucas". Sus constituciones se modificaron en 1517. Se designó a un rector del colegio y un capellán, y se le dotó de 12 fanegas de trigo mensuales y de 3 monedas de plata diarias. Inicialmente se ubicaría en el edificio del Colegio de la Madre de Dios, después en la calle de los Carros (actual calle del Cardenal Cisneros). Aunque su fundación efectiva sería el 9 de octubre de 1540, asentándose en la plazuela de Santiago (actual plaza de Atilano Casado), gracias a la donación que el maestro Juan de Angulo (vicerrector del Colegio, racionero de San Justo y administrador del colegio de San Eugenio) hizo de cinco casas por fuera de la puerta de Santiago. Gracias a este hospital universitario, no solo se atendía a los estudiantes pobres, sino que, además, servía como centro de prácticas de la Facultad de Medicina de la Universidad de Alcalá.
El 17 de septiembre de 1547 se le incorpora el hospital de Diego de Valladares (antiguo rector de la Universidad de Alcalá, y canónigo de la Magistral), contiguo al colegio y toma definitivamente el nombre de "Colegio Hospital de San Lucas y San Nicolás". El patronato le correspondía a la Iglesia Magistral, incrementado sus rentas para cumplir la voluntad de Valladares, que ordenó la construcción de un cuarto con la denominación de Dr. Valladares en el hospital. Las rentas incrementadas procedían de los réditos de censos y del arrendamiento anual de un molino sobre el río Jarama en el término de Uceda.
En 1593, Gabriel de Zayas (secretario de Estado de Felipe II) funda testamentariamente una capellanía colativa perpetua en el Colegio, en donde será sepultado tras su muerte. 
En 1718 recibió como donación algunos bienes del administrador Domingo García Canseco y del rector Celedonio de Arnedo y Bretón. En 1750 se construyó un atrio de doce pies de ancho por 16 de largo (3,6m X 4,8m).
Por resolución de 21 de abril de 1779 se resolvió el arreglo del hospital, de su gobierno y administración. La reforma se encargó al cancelario Pedro Díaz de Rojas y fue aprobada por real resolución de 29 de octubre de 1779. Quedaron extinguidas las rentas de grano y maravedís con las que venía contribuyendo la Universidad desde la época cisneriana, de modo que en adelante subsistiría con sus propias rentas, provenientes de las donaciones de sus benefactores. Se suprimía la práctica de que el rector fuese a la vez administrador de las rentas, recayendo ahora en dos personas distintas. El nombramiento del administrador lo harían desde entonces el rector, cancelario y claustro de consiliarios de la Universidad, junto con el canónigo que diputase el cabildo de la Magistral. El visitador ordinario junto con el contador de la Universidad, estaban encargados del control de las cuentas del hospital. El rector, eclesiástico, debía cuidar de la asistencia de los enfermos y del culto divino.
Con el declive de la Universidad de Alcalá, desciende el número de colegiales que acoge, de modo que en 1834 ya no había en él ningún estudiante enfermo. Clausurándose el 28 de diciembre de 1835. En 1837 sus rentas quedan agregadas a la Universidad de Alcalá.

### Palacio del Marqués de Morante (1844-1898)

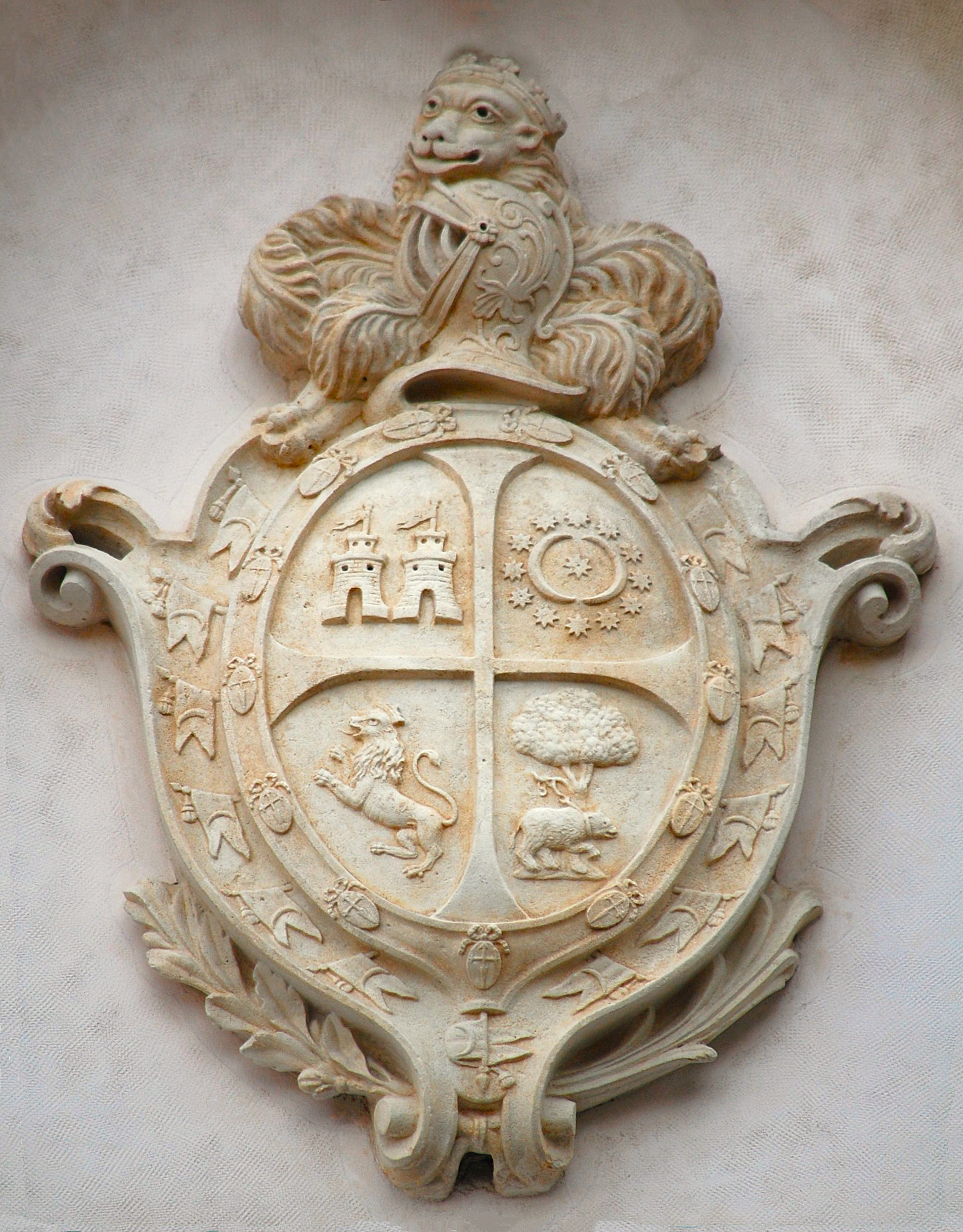
Escudo de armas de Carlos García de Tejada y Abaurrea, situado en el frontón de la fachada principal.

Tras el cierre del Hospital en 1835, lo compró Joaquín Gómez de la Cortina (I marqués de Morante, y alumno y profesor de Universidad de Alcalá) el 19 de octubre de 1844, por 40.000 reales de vellón, quien lo reformó radicalmente para convertirlo en su casa-palacio. Tras su fallecimiento, el 19 de junio de 1868, lo heredó el teniente Carlos García de Tejada y Abaurrea (II marqués de Morante) que murió el 2 de diciembre de 1872, realizando algunas reformas en la fachada y la planta del Palacio. Heredándolo su hija política María Monserrat Osorio y Heredia. Que la vendió en 1876 a Abelardo de Carlos y Almansa, restaurando la iglesia en 1877. Este a su vez, el 22 de enero de 1881 la vende a José Gerónimo Moreno y Molina. Que al fallecer el 21 de julio de 1898, lo heredó su hija Antonia Moreno Azaña.

### Palacio de los Casado (1898-1999)
Antonia Moreno Azaña (prima de Manuel Azaña) se casó con el abogado Miguel Atilano Casado y Moreno, que tuvo una destacada participación en la vida social y económica de Alcalá. Al fallecer Antonia en 1971, heredó la finca su hijo José Casado Moreno. Finalmente, sus hijos y herederos (José, Eduardo y Miguel Casado Martín de la Cámara) vendieron el entonces llamado "Palacio de los Casado", en 1999, al Ayuntamiento de Alcalá de Henares, que construyó un aparcamiento subterráneo en el terreno que ocupaba la huerta y parte del jardín, pero el edificio lo mantiene en desuso.

## Edificio
Situado en la plaza de Atilano Casado, número 2. Este antiguo hospital fue transformado en palacio de estilo neoclásico. Tiene forma de "U", y consta de planta baja y principal, con jardín romántico trasero y fontines, ocupando una superficie de 2,216 m². En su interior alberga instalaciones singulares como baños y escalera de época, bajo la cual fueron halladas las tallas en piedra de San Lucas y San Nicolás de finales del siglo XVI, hoy restauradas; así como la lápida funeraria en mármol crema veteado, de Gabriel de Zayas. El edificio fue restaurado entre 2009 y 2011 con el objetivo de dedicarlo a "Museo de los Madrazo", pero sigue sin uso.

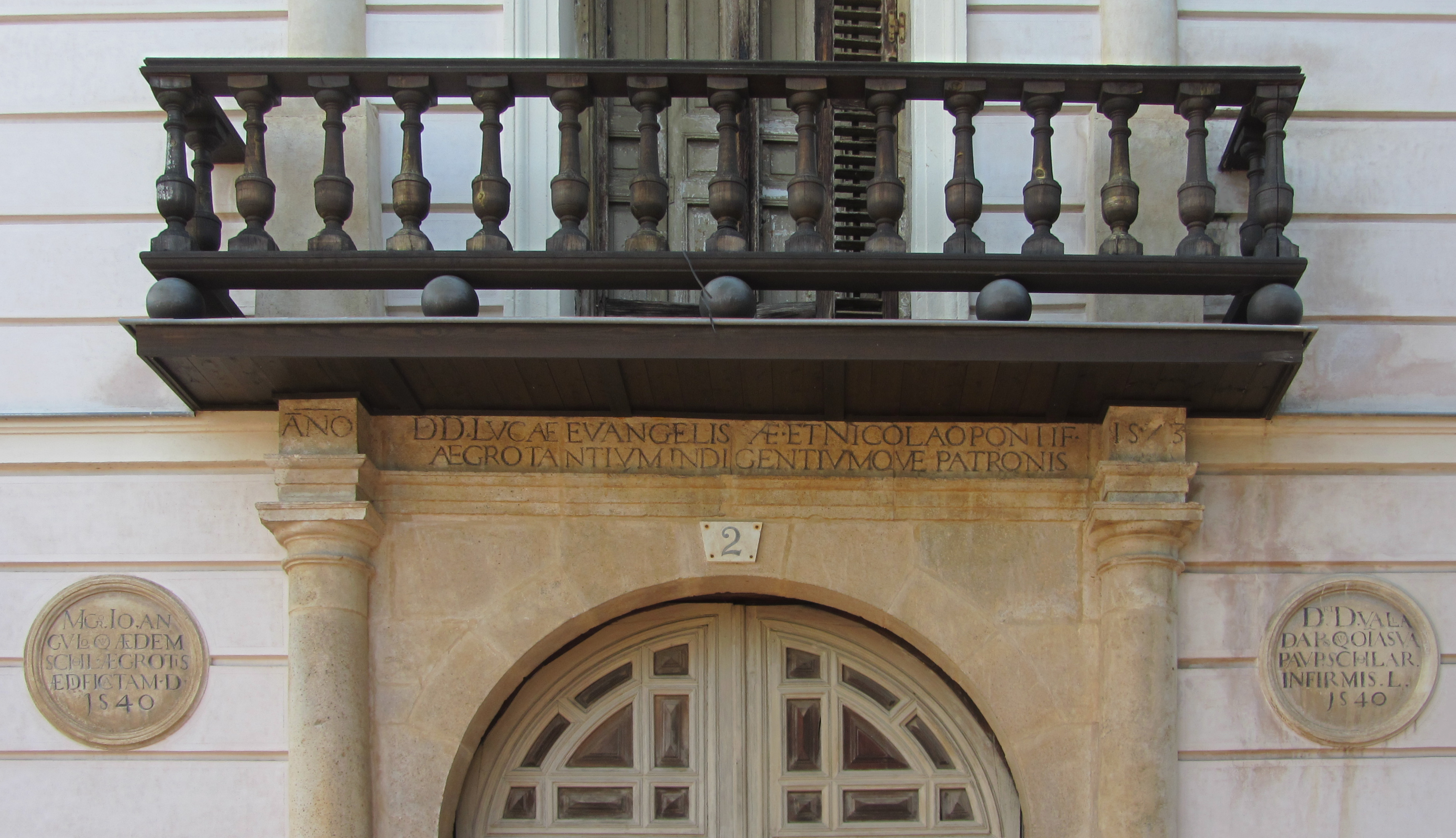
Detalle del pórtico. Con el friso y medallones del antiguo Hospital.

Su aspecto actual se debe a la transformación en palacio que hizo el primer marqués de Morante a mediados del siglo XIX, tras su desamortización. De su diseño hospitalario original se conserva parte de su fachada barroca de piedra: un arco de medio punto, enmarcado entre dos columnas que sustentan un friso y cornisa; que correspondía a la puerta de acceso a la capilla del hospital, y la transformaron en la puerta principal del palacio. Está catalogado como "Edificio singular con protección estructural. Jardín histórico protegido."
Como elementos decorativos de la fachada se presentan, en piedra, dos medallones y un friso con inscripciones históricas. En el medallón norte se puede leer: "MAGTRO IO ANGULO QUI AEDEM SCHOL AEGROTIS AEDIFICATAM D 1540" (traducción: "Al maestro Angulo, que dio la casa ya edificada a los estudiantes enfermos, año 1540"). Y en el medallón sur: "DRI D VALLADARO QUI OI SUA PAUP SCHOLAR INFIRMIS L 1540" (traducción: "Al doctor Valladares, que legó todo lo suyo a los escolares pobres enfermeros, 1540"). En el dintel sobre la puerta principal, la inscripción recuerda a los patronos del hospital: "ANO 1573 D D LUCAE EVANGELISTAE ET NICOLAO PONTIF AEGROTANTIUM INDIGENTIUMQUE PTRONIS" (traducción: "Año 1573, a nuestros patrones Lucas Evangelista y Nicolás Pontífice, patrones de los enfermos y de los necesitados"). En el frontón destaca el escudo en piedra del Señorío del Solar de Tejada, familia a la que pertenecía Carlos García de Tejada y Abaurrea, propietario del palacio entre 1868 y 1872.

## Esculturas
En la fachada de la iglesia, había dos hornacinas con sendas esculturas dedicadas a los titulares del Hospital. Las figuras estaban desaparecidas, hasta que con las obras de restauración del Ayuntamiento de Alcalá de Henares se localizaron en un hueco tapiado de la escalera. Son de piedra caliza, de 81 x 42 cm la de San Lucas, y de 80 x 40 cm la de San Nicolás. Actualmente se conservan en el Centro de Interpretación Alcalá Medieval.

## En el cine
En 2024 el Hospital sirvió de escenario para el video musical "Gigante" de Leiva.